# Siphonops annulatus
Siphonops annulatus és una espècie d'amfibi gimnofió de la família Caeciliidae. Va ser descrit el 1822 com a Caecilia annulata per Johann Christian Mikan.
És una espècie subterrània i es pot trobar en sòls humits en ambients boscosos i oberts. També es troba en jardins rurals, plantacions i altres hàbitats antropogènics. És ovípar amb ous terrestres i desenvolupament directe, i no depèn de l'aigua per a la reproducció.

## Distribució
Té una distribució molt ample des de l'est dels Andes en tres àrees àmpliament separades : l'oest de l'Amazònia (nord de Colòmbia i l'oest de Veneçuela, al sud a través de l'Equador, el Perú i l'oest del Brasil fins al nord de Bolívia; el nord Guaiana Francesa i l'est de Pará, Brasil; l'est del Brasil des del sud-est de Bahia passant per Minas Gerais, Espirito Santo i Rio de Janeiro, Sao Paulo i Santa Catarina, amb un registre a Misiones, Argentina; presumiblement es troba a l'Uruguai adjacent i Paraguai.